# Rezervația peisagistică Selivan
Selivan (în ucraineană Селіванівський заказник) este o rezervație peisagistică de importanță locală din raionul Bârzula, regiunea Odesa (Ucraina), situată în perimetrul satelor Baital, Păsățel și Tocila. Pădurea este situată pe malul drept al râului Tiligul, și reprezintă o zonă valoroasă de conservare a naturii la granița zonelor de stepă și silvostepă din Ucraina. 
Suprafața ariei protejate constituie 80 de hectare, fiind creată în anul 2012 prin decizia comitetului executiv regional. Statul a fost acordat pentru protejarea și menținerea echilibrului ecologic, păstrarea celor mai valoroase complexe naturale, diversitatea peisajelor și bazinul genetic al florei și faunei din nordul regiunii Odesa.